# Wolfgang Mager
Wolfgang Mager, né le 24 août 1952 à Kamenz, est un rameur concourant pour la RDA. Il remporte deux médailles d'or olympiques .

## Biographie
En 1967, Mager fait partie d'un groupe de 123 jeunes gens qui répondent à un appel lancé par Heinz Quermann, animateur de télévision, à l'intention des enfants de grande taille. Ils étaient invités à se présenter à la section d'aviron de Leipzig. Wolfgang Mager fait partie des 25 jeunes finalement intégrés au centre de formation du SC DHfK Leipzig. Siegfried Brietzke, son futur partenaire en compétition, fait partie de la sélection. Ils prennent part ensemble à une Spartakiade puis au championnat du monde des jeunes avant d'être engagés en deux sans barreur aux Jeux olympiques de Munich, en 1972. Ils s'imposent nettement, devant les bateaux suisse et néerlandais. Ils remportent le championnat national en 1973 mais déçoivent au championnat d'Europe, ne parvenant pas à se hisser sur le podium. Ils passent alors au quatre sans barreur, avec Andreas Decker et Stefan Semmler (non sans pratiquer parfois le quatre avec barreur). L'équipage de Leipzig domine très vite les compétitions internationales, s'imposant aux championnats du monde à Lucerne en 1974 et Nottingham en 1975, avant de triompher aux Jeux olympiques de Montréal en 1976. Il est de nouveau champion du monde en 1977 à Amsterdam et en 1979 à Bled, mais s'incline devant les Soviétiques au championnat du monde de 1978 . Blessé à la main lors des Jeux olympiques de 1980, à Moscou, Mager voit ses coéquipiers conquérir le titre sans lui. Il est remplacé par Jürgen Thiele.
Après son retrait des compétitions sportives, il mène une carrière de professeur de sport à l'école des officiers de l'armée de l'air de la RDA, à Kamenz.